# Josep Vila Sivill
Josep Vila y Sivill (Rubió, Noya, 1904 - Barcelona, 25 de noviembre de 1967) fue un empresario, activista y mecenas de la cultura catalana. Fue pionero en fabricar una estilográfica en España y un bolígrafo en Europa.
Originario de Rubió, de la comarca de Noya, emigró en los años veinte al barrio de San Martín de Barcelona. Estudió en el Centro Autonomista de Dependientes del Comercio y de la Industria (CADCI).
En el año 1935 comercializó las plumas "Antinia y Atlántida, con piezas importadas del extranjero, con las cuales elaboraba las plumas en su taller. El mismo año comercializó los primeros lápices de color de España. Al estallar la Guerra Civil subministró plumas a los soldados de la Generalidad de Cataluña. Durante el franquismo formó parte del reducido grupo de persones que crearon en la clandestinidad la entidad Benéfica Minerva (embrión de Òmnium Cultural) con la misión de financiar la edición de libros en catalán.
En 1941 Josep Vila fabricó, junto con su hermano Pascual, la primera pluma estilográfica española, registrada bajo la marca Regía, nombre que hacía referencia a la Corona de Aragón. La pluma era fabricada en la empresa Manufacturas VICURVI, constituida por los hermanos Vila Sivill y por Baldomer Curià, a partir de la empresa, previamente existente, JvP. Para la comercialización de las plumas se creó la empresa Vila Sivill-Curiá, con los mismos socios. Después de la venta de la parte de Baldomer Curià a los hermanos Vila Sivill, en 1948, la empresa cambió de nombre, pasando a denominarse Vila Sivill Hermanos. En 1946 fabricó el primer bolígrafo de Europa, con el nombre comercial de Regia Continua. Entre 1953 y 1957 la fábrica produjo también bolígrafos de la marca Bic, con contrato con la empresa francesa Société Bic.
Durante la dictadura de Franco, promovió, organizó y financió actos culturales catalanes como la I y II Exposición de Moneda Catalana. Estas exposiciones son consideradas, hoy en día, el origen del resurgimiento del estudio histórico de la moneda catalana. En el año 1965 el Círculo Filatélico y Numismático de Barcelona, en reconocimiento de su labor, le nombró presidente de honor, distinción que no ha sido concedida a ninguna otra persona.
Se casó con Dolors Pares Piñas, y tuvieron dos hijas, Maria Dolors y Gemma. Políticamente, contribuyó a la creación de la Asociación Cultural Atlàntida, para fomentar la cultura catalana durante la dictadura de Miguel Primo de Rivera, fue miembro de la agrupación independentista Nosaltres Sols! y de la Asociación Protectora de la Educación Catalana.